# 赫希贝格
赫希贝格是德国巴伐利亚州的一个市镇。总面积7.55平方公里，总人口9490人，其中男性4538人，女性4952人（2011年12月31日），人口密度1 257人/平方公里。